# Stéphen Pichon
Stéphen Pichon (Arnay-le-Duc, 10 augustus 1857 - Vers-en-Montagne, 18 september 1933) was een Frans politicus.

## Biografie
Stéphen Bichon werd in augustus 1857 geboren in Arnay-le-Duc, in het departement Côte-d'Or (Noordoost-Frankrijk). Hij begon zijn carrière als journalist bij het dagblad La Justice. Hij was een medestander van Georges Clemenceau en was van de ultra-radicale Alliance Socialiste Républicaine (Socialistisch Republikeinse Alliantie). Van 1885 tot 1893 was hij voor het departement Seine lid van de Kamer van Afgevaardigden (Chambre des Députés). Tussen 1893 en 1905 was hij achtereenvolgens als diplomaat werkzaam in Port-au-Prince, Santo Domingo, Rio de Janeiro, Peking en Tunis. In 1900 nam hij in Peking deel aan de onderhandelingen die de Bokseropstand beëindigde. Van 1905 tot 1924 vertegenwoordigde hij het departement Jura in de Senaat (Sénat). 
Stéphen Pichon was meerdere malen minister van Buitenlandse Zaken in centrumlinkse kabinetten:
- 25 oktober 1906 - 2 maart 1911 in het Kabinet-Clemenceau I
- 22 maart - 9 december 1913 in het Kabinet-Barthou
- 16 november 1917 - 20 januari 1920 in het Kabinet-Clemenceau II

Tijdens zijn laatste ambtsperiode speelde hij een zekere rol van betekenis tijdens de Vredesonderhandelingen van Versailles (1919), maar stond wel in de schaduw van de charismatische premier Clemenceau.
Stéphen Pichon overleed op 76-jarige leeftijd, op 18 september 1933 in Vers-en-Montagne (Jura).

## Trivia
- De avenue Stéphen-Pichon in het 13e arrondissement van Parijs is naar hem vernoemd.